# 渥美火力発電所

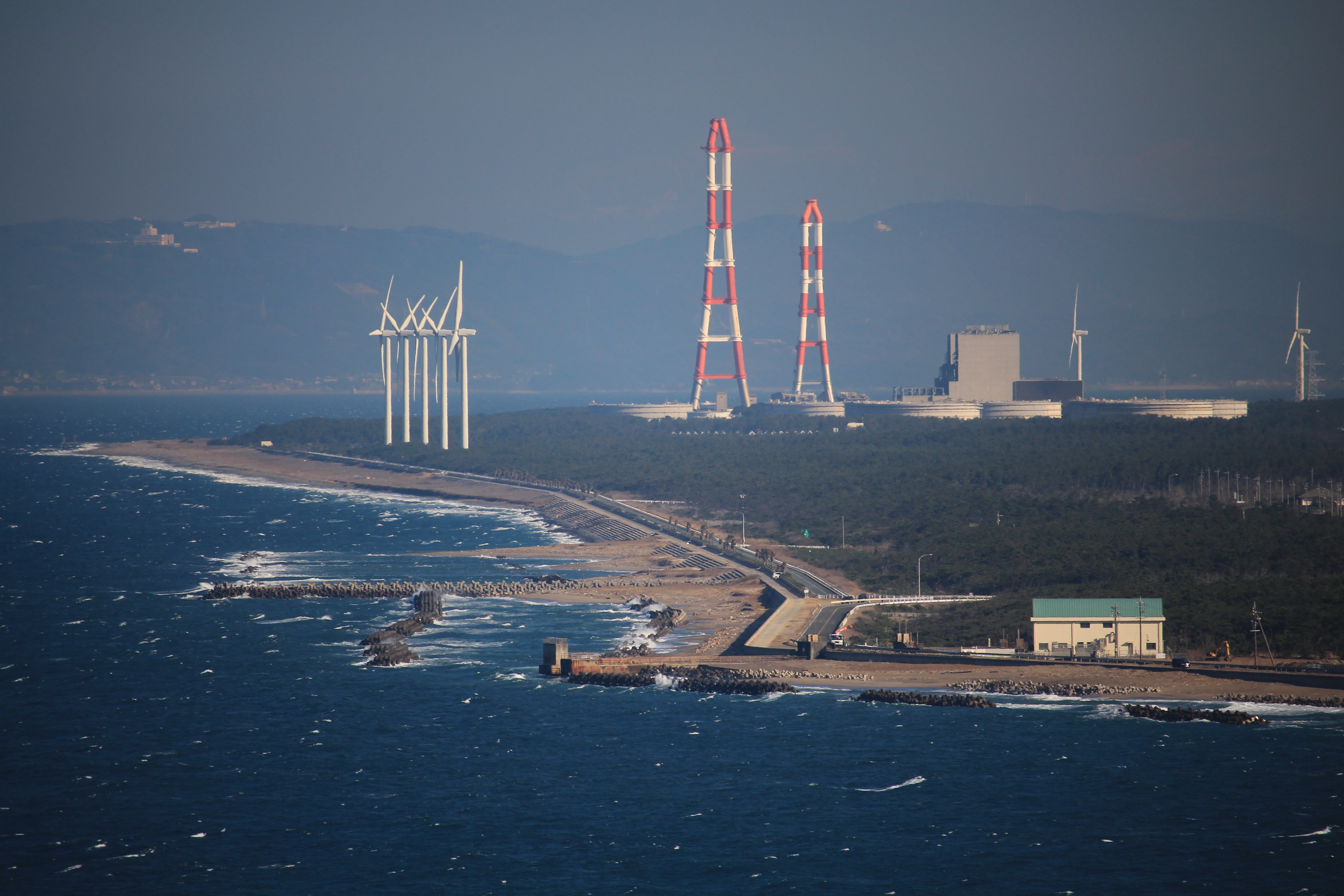
伊良湖岬から望む渥美火力発電所

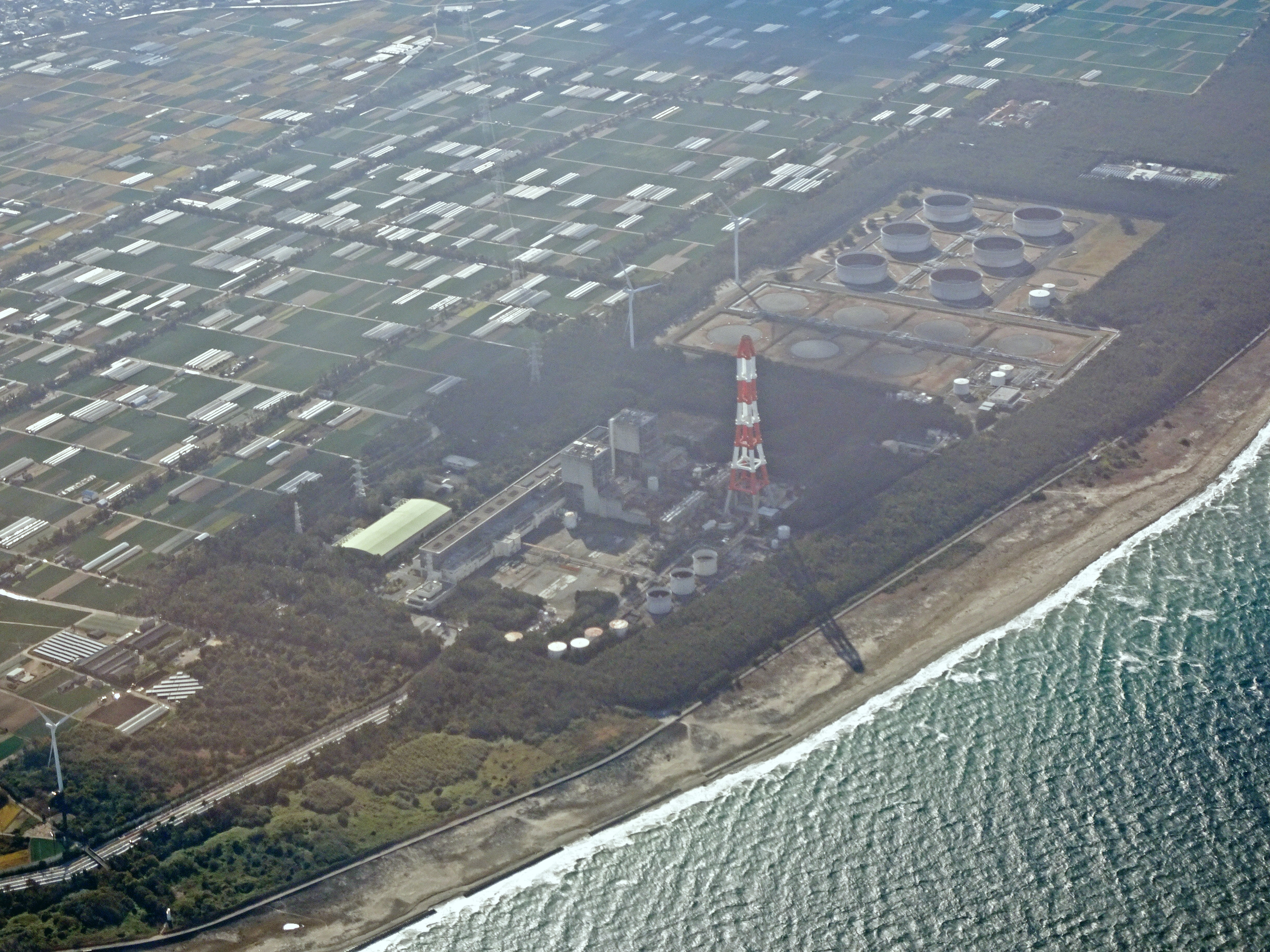
渥美火力発電所を空撮

渥美火力発電所（あつみかりょくはつでんしょ）は、愛知県田原市小中山町久エ森にあるJERAの石油火力発電所。高さは200m。

## 概要
1971年に1号機が運転を開始、4号機までが建設された。その後、老朽化に伴い1、2号機の廃止が決定し、1号機は長期計画停止となり2号機は2004年に廃止された。その後1号機は2017年度中に廃止されることが発表され、2017年12月26日に廃止された。
石油火力発電所であるため原油高の影響を受けやすいほか、不況による電力需要の伸び悩みなどにより、3、4号機の現在の稼働率は25%である。
2019年4月、中部電力からJERAに移管された。
敷地内で、あつみ風力発電所が2023年3月に運転開始予定。

## 発電設備
- 総出力：140万kW（2018年現在）[5]
- 敷地面積：約108万m2

3号機
定格出力：70万kW
使用燃料：原油、重油
熱効率：42.5%（低位発熱量基準）
営業運転開始：1981年（昭和56年）5月
4号機
定格出力：70万kW
使用燃料：原油、重油
熱効率：42.5%（低位発熱量基準）
営業運転開始：1981年（昭和56年）6月

## 廃止された発電設備
1号機（廃止）
定格出力：50万kW
使用燃料：原油、重油
営業運転開始：1971年（昭和46年）6月-2017年（平成29年）12月26日
2号機（廃止）
定格出力：50万kW
使用燃料：原油、重油
営業運転期間：1971年（昭和46年） - 2004年（平成16年）3月31日